# Domenico Bartolini (cardinale)
Domenico Bartolini (Roma, 16 maggio 1813 – Firenze, 2 ottobre 1887) è stato un cardinale e storico italiano.

## Biografia
Di umili origini, studiò in seminario a Roma. Nel 1838 divenne canonico della basilica di San Marco Evangelista al Campidoglio e nel 1847 di quella di San Giovanni in Laterano. Fu protonotario apostolico dal 1863 al 1875.
Papa Pio IX lo elevò al rango di cardinale nel concistoro del 15 marzo 1875, conferendogli il titolo di cardinale diacono di San Nicola in Carcere. Nel 1876 optò per il titolo di cardinale presbitero di San Marco. Partecipò al conclave del 1878 che elesse papa Leone XIII. Nel 1878 divenne prefetto della Congregazione dei Riti, carica che tenne fino al 1886. Da quell'anno al successivo fu camerlengo del Sacro Collegio
Non ebbe mai la consacrazione episcopale.
Morì a Firenze, ove si era recato per la ricognizione dei corpi dei sette santi fondatori dell'Ordine dei Servi di Maria, all'età di 74 anni. La sua salma fu inumata nell'abbazia di Montecassino.
Archeologo, storico ed agiografo, ha lasciato numerose opere in tali materie.